# Авъл Корнелий Целз
Авъл Корнелий Целз (на латински: Aulus Cornelius Celsus; * 25 пр.н.е.; † 50 г.) е римски енциклопедист и един от най-значимите медицински писатели по неговото време. Не е сигурно дали той е лекар или е само теоретик.
Той учи във философското училище на Сотион в Рим, където е учил и Сенека.
Авъл Корнелий Целз е автор на голямото енциклопедично произведение „Artes“, обхващащо селско стопанство, военни науки, реторика, философия, учението за правото и медицината.
Медицинската част на енциклопедията, „De Medicina“, от осем книги е запазена.

## Преводи
- Jutta Kollesch, Diethard Nickel, Antike Heilkunst – Ausgewählte Texte, Philipp Reclam jun., Stuttgart 1994, ISBN 978-3-15-009305-4
- W. Spencer, Celsus. De Medicina. Loeb, Cambridge 1935 – 1938